# Гбение, Кристоф
Кристоф Гбе́ние (Гбенье, фр. Christophe Gbenyé; 1927 — 3 февраля 2015) — политический и профсоюзный деятель Демократической Республики Конго. Министр внутренних дел в правительствах Патриса Лумумбы (1960) и Сирила Адулы (1961). Один из главных руководителей повстанческого движения, Во время Конголезского кризиса в 1964—1965 годах вместе с Гастоном Сумьяло возглавил восстание Симба против режима Республике Конго.

## Биография
Кристоф Гбение родился в округе Бас-Уэле Восточной провинции Бельгийского Конго в семье мбуа. О его молодости известно относительно мало. Он служил клерком в финансовом отделе муниципального административного аппарата Стэнливиля (современный Кисангани) и стал профсоюзным деятелем. На этом поприще дошёл до поста вице-президента восточноконголезского отделения Всеобщей федерации труда Бельгии, которая в 1951 году стала Конфедерацией свободных профсоюзов Конго в Восточной провинции.
В конце 1950-х годов Гбение присоединился к боровшемуся за независимость Национальному движению Конго под руководством Патриса Лумумбы и стал активным сторонником последнего. К 1959 году он был среди видных лидеров партии, а в 1960 году — директором её Политбюро. После обретения независимости в том же году Лумумба назначил его министром внутренних дел в первом конголезском правительстве. В сентябре президент Джозеф Касавубу сместил Лумумбу с поста премьер-министра. Гбенье также был уволен, и он удалился в Стэнливиль, где пользовался значительной политической поддержкой. Арест и убийство Лумумбы в январе 1961 года вызвали глубокое негодование Гбение, хотя затем он ненадолго вернулся на свою должность министра внутренних дел в коалиционном кабинете Сирила Адулы.
Гбение также сменил убитого Лумумбу на посту председателя партии Национальное движение Конго. Центральное разведывательное управление США, в значительной степени ответственное за расправу над Лумумбой и приход к власти Адулы, продолжало рассматривать Гбение как оппонента помеху. Премьер-министр Адула в итоге уволил Гбение под предлогом политического соперничества того с главой разведывательной службы Виктором Нендакой Бикой. Гбение оставался в парламенте до 1962 года. Затем он ненадолго вернулся в восточное Конго, находившееся тогда под контролем повстанческого правительства Антуана Гизенги (Свободной Республики Конго).
В сентябре 1963 года Гбение перебрался в Браззавиль в соседней Республике Конго. 3 октября он, Бошели Дэвидсон, Гастон Сумьяло и другие диссиденты создали революционную организацию «Национальный комитет освобождения». У Советского Союза была запрошена помощь в виде оборудования и подготовки для вооружённой борьбы. В 1964 году большая часть восточного Конго была занята молодыми повстанцами, называвшими себя «Симба» («львами»), под предводительством Гбенье и Сумьяло, параллельно с восстанием в Квилу под началом Пьера Мулеле.
С провозглашением повстанцами в сентябре 1964 Народной Республики Конго (République populaire du Congo) со столицей в Стэнливиле (современный Кисангани) Гбение занял пост её президента, а также получил шесть портфелей в правительстве. Однако к концу 1965 года восстание было подавлено центральным правительством Конго под негласным контролем Жозефа-Дезире Мобуту и при поддержке Бельгии и США (подстёгнутой угрозами повстанцев расправиться с западными заложниками), и Гбение с соратниками пришлось бежать из страны (самому ему удалось спастись почти чудом, бросившись в реку).
С 1966 по 1971 год Гбение жил в изгнании в Уганде (ранее её правительство предлагало помощь повстанцам, однако это лишь привело к обогащению высокопоставленного угандийского офицера Иди Амина). Он смог вернуться из эмиграции обратно на родину после амнистии в 1971 году и в условиях диктатуры Мобуту отошёл от политической деятельности.
В 1990 году он попытался вернуться на политическую сцену, воссоздав Конголезское движение лумумбистов (MNC), но без особого успеха. В 2010 году, во время пятидесятой годовщины независимости, 83-летнего Гбение, жившего на пенсии в Киншасе, на торжества не пригласили. Журналистам он заявил: «Нет, наш идеал социальной справедливости не реализован. В Конго правители могут неограниченно воровать… Я сейчас живу в бедности, потому что не воровал».
Гбение умер 3 февраля 2015 года.